# Kalahari

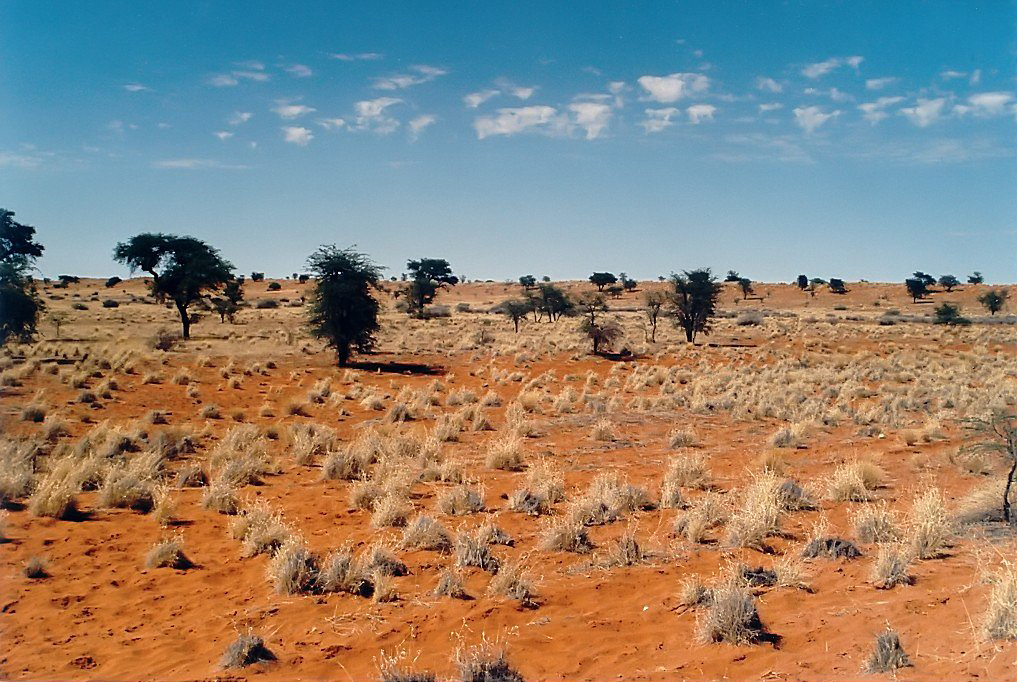
Uitzicht over de Kalahari

De Kalahari is een halfwoestijn in zuidelijk Afrika. Het is een gebied van ongeveer 900.000 km². Hoewel er over het algemeen naar wordt verwezen als een woestijn is het dat eigenlijk niet, omdat er aanzienlijk meer regen valt dan in een echte woestijn. De Kalahari is een zeer gevarieerd gebied dat naast zandwoestijn ook grote stukken grassige steppe en savanne omvat. Het gebied beslaat het grootste deel van Botswana en het oosten van Namibië, en delen van Zimbabwe, Zuid-Afrika en Angola.
De grassige gebieden worden getypeerd door lang stug gras, stekelige struiken en acacia's. Er leven onder andere leeuwen, hyena's, verschillende soorten antilopen, stokstaartjes en bavianen.
De oudste bewoners van de regio zijn de San of Bosjesmannen, maar het is een van de dunst bevolkte gebieden ter wereld. Kalahari is een woord uit het Tswana en betekent de grote dorst.

## Geologie
Geologen veronderstellen dat de Kalahari een van de alleroudste stukken van de vaste aardkorst is, met een leeftijd van ongeveer 3,5 miljard jaar (3.500.000.000 jaar).
De Kalahari is rijk aan minerale delfstoffen zoals kolen, koper, nikkel en ook diamant. Het zand is er roodbruin en er zijn geen permanente rivieren of oppervlaktemeren, wel is er onder de aarde water, zoals in de Dragon's Breath Cave.
In een aantal gebieden van de noordelijke Kalahari en de Okavangodelta vormen reusachtige inselbergen een soort eilanden; deze oeroude granietklompen van enkele honderden meters groot zijn beter bestand tegen erosie dan de zachte zandige woestijngrond.
Verspreid over de oppervlakte liggen zoutpannen, die tot de allervlakste bodemformaties behoren.

## Ecologie
De plantenwereld in de Kalahari gaat in het noorden over in hoge savanne-bossen, in het drogere zuiden in struikgewas en steppen. In het westen van Namibië maakt de Kalahari plaats voor de echte zanderige Namibwoestijn. In het noorden groeien grote Afrikaanse baobabs, vijg- en moerbeibomen en de Afrikaanse ebbenboom. De bodem is grotendeels met gras bedekt. Hoe droger het land wordt, des te lager blijven de bomen. Grassen bedekken de bodem dan niet meer regelmatig, maar groeien in pollen. Toch kent veruit het grootste deel van de woestijn begroeiing. In de heetste landstreken kunnen alleen planten met hele diepe, knolvormig wortels of dikke stammen overleven. In Namibië en Zuid-Afrika, waar Afrikaans wordt gesproken, worden de gebieden met slechts gras en lagere begroeiing aangeduid met veld en de dichter begroeide gebieden met bush.
In de woestijn groeien her en der palmen; daar hebben planteneters samen met hun mest zaden gedeponeerd. Tijdens de regentijd krijgen planten met bloemen de kans om te bloeien.
De regenval in de regentijd (varieert per regio, maar ruwweg van november tot maart) geeft de Kalahari jaarlijks een compleet ander aanzien en beïnvloedt natuurlijk ook de dierenwereld. Water stort zich van het hoogland van Angola het dal in, de rivier Okavango in het noorden zwelt op en het water vormt uiteindelijk een drassige delta, een netwerk van vlakke meertjes en lagunes. Al snel is er vis in overvloed en talrijke vogels vliegen aan om voedsel te zoeken en te nestelen. De veranderingen in de woestijn zorgen voor geweldige migraties van grote groepen buffels, olifanten, springbokken, gnoes en zebra's; de dieren leggen in de loop van het jaar enorme afstanden af op zoek naar voedsel en water. In het vochtige jaargetijde trekken ze naar het zuiden, om de overstromingen uit de weg te gaan. In de droge tijd trekken ze weer naar het noorden op zoek naar het laatste beetje drinkbaar water.